# Éric Vuillard
Éric Vuillard (Lyon, 1968. május 4. –) francia író és filmrendező.
Két filmet rendezett, a L'homme qui marche-t és a Mateo Falcone-t, ez utóbbit Prosper Mérimée azonos című novellája alapján. Conquistadors (2009) című regénye 2010-ben elnyerte a Prix de l'inaperçu díjat. A Napirend (2017) című regényéért elnyerte a rangos Goncourt-díjat.

## Irodalmi művei
- Le Chasseur, Éditions Michalon, 1999
- Bois vert, Éditions Léo Scheer, 2002
- Tohu, Éditions Léo Scheer, 2005
- Conquistadors, Paris, Éditions Léo Scheer, 2009 (Prix Ignatius J. Reilly-díj, 2010)
- La bataille d’Occident (stories) Actes Sud, 2012 ( (Franz-Hessel-Preis(wd) 2012, Valery Larbaud-díj 2013)
- « Un endroit où aller », 2012 (Prix Franz-Hessel, 2012 ;  Valery Larbaud-díj, 2013; finalist for the Prix Femina 2014; Prix Joseph-Kessel 2015)
- Congo, récit, Arles, Actes Sud, 2016 (Franz-Hessel-Preis 2012, Valery Larbaud-díj 2013)
- Tristesse de la terre: Une histoire de Buffalo Bill Cody, récit, Arles, Actes Sud, coll.
- 14 juillet, récit, Arles, Actes Sud, 2016 – Prix Alexandre-Vialatte 2017 (A 14 juillet című művéért és munkásságáért a Centre France csoport által odaítélve.)
- Tristesse de la terre (Joseph-Kessel Prize(wd) 2015)
- L'Ordre du jour (Goncourt-díj 2017, Albertine-díj rövidlista 2019)[7]
- La guerre des pauvres, Actes Sud(wd), 2019, ISBN 978-2-330-10366-8 (Nemzetközi Booker-díj rövidlista 2021)[8]
- Une sortie honorable, Actes Sud, 2022, ISBN 978-2330159665

### Magyarul megjelent
- Napirend (L'ordre du jour). Budapest: XXI. Század (2020). ISBN 9786156122742
- Szegények háborúja (La guerre des pauvres). Budapest: XXI. Század (2021). ISBN 9789635681280

## Filmjei
- La vie nouvelle (2002)[9]
- Le chant des oiseaux (2005)[10]
- L'homme qui marche (2006)[11]
- Mateo Falcone (2008)[12]

## Fordítás
- Ez a szócikk részben vagy egészben  az   Éric Vuillard című francia Wikipédia-szócikk fordításán alapul.  Az eredeti cikk szerkesztőit annak laptörténete sorolja fel. Ez a jelzés csupán a megfogalmazás eredetét és a szerzői jogokat jelzi, nem szolgál a cikkben szereplő információk forrásmegjelöléseként.